# James Kirkwood
James Kirkwood, o James Kirkwood Sr. (Grand Rapids, 22 febbraio 1875 – Woodland Hills, 24 agosto 1963), è stato un attore, regista e sceneggiatore statunitense.

## Biografia
James Kirkwood debuttò sullo schermo come attore nel 1909, diventando presto uno degli interpreti preferiti di David W. Griffith, che lo volle protagonista di molti dei suoi film. Qualche anno dopo, nel 1912, Kirkwood iniziò a lavorare anche dietro la macchina da presa. Diventò anche uno dei registi preferiti di Mary Pickford, attrice con la quale esordì nella regia dirigendola in The Courting of Mary. Altre attrici che lavorarono con Kirkwood furono Mary Alden, Lillian Gish, Catherine Calvert.
Nel 1923, Kirkwood si sposò con l'attrice Lila Lee, dalla quale ebbe un figlio, James Kirkwood Jr. (1924-1989), che sarebbe diventato in seguito un noto scrittore e commediografo (autore, tra l'altro, del musical A Chorus Line). In seconde nozze, Kirkwood sposò Gertrude Robinson.
La sua carriera di regista finì nel 1920, mentre continuò a fare l'attore fino agli anni cinquanta. Interpretò 242 film, ne diresse 78 e ne sceneggiò 5.
Morì nel 1963, a 88 anni. È sepolto all'Holy Cross Cemetery di Culver City.

## Filmografia

### Regista
- The Courting of Mary, co-regia di George Loane Tucker – cortometraggio (1911)
- Little Red Riding Hood, co-regia di George Loane Tucker – cortometraggio (1911)
- The Duel – cortometraggio (1912)
- His Love of Children (1912)
- Prince Charming, co-regia di George Loane Tucker (1912)
- The District Attorney's Conscience – cortometraggio (1912)
- The Parson and the Moonshiner (1912)
- The Old Sweetheart (1912)
- John Sterling, Alderman (1912)
- The Prima Donna (1913)
- Two Lives (1913)
- The Coward's Charm
- Loneliness and Love (1913)
- The Unseen Influence (1913)
- The Unknown (1913)
- Good for Evil (1913)
- The Plaything – cortometraggio (1913)
- The Kidnapped Train (1913)
- Sincerity (1913)
- His Daughter (1913)
- Brother and Sister
- A Modern Witness (1913)
- A Nihilist Vengeance (1913)
- Marooned (1913)
- Little Dorrit (1913)
- In After Years (1913)
- Nature's Vengeance (1913)
- The Ghost (1913)
- His Vacation (1913)
- The House of Discord (1913)
- The Gangsters of New York, co-regia di Christy Cabanne (non accreditato (1914)
- Classmates (1914)
- The Green-Eyed Devil – cortometraggio (1914)
- Strongheart (1914)
- The Floor Above (1914)
- The Godfather (1914)
- The Mountain Rat (1914)
- Ashes of the Past (1914)
- Silent Sandy (1914)
- The Soul of Honor (1914)
- Stranezze di un miliardario (Lord Chumley) (1914)
- The Billionaire (1914)
- The Eagle's Mate (1914)
- Men and Women (1914)
- Dietro le quinte (Behind the Scenes) (1914)
- Cinderella (1914)
- Mistress Nell  (1915)
- Fanchon, the Cricket (1915)
- The Dawn of a Tomorrow (1915)
- Gambier's Advocate (1915)
- Little Pal (1915)
- The Mountain Girl (1915)
- Rags (1915)
- The Heart of Jennifer (1915)
- Esmeralda (1915)
- The Fatal Card (1915)
- The Masqueraders (1915)
- The Old Homestead (1915)
- The Lost Bridegroom (1916)
- Saints and Sinners (1916)
- Susie Snowflake (1916)
- Dulcie's Adventure (1916)
- Faith (1916)
- A Dream or Two Ago (1916)
- The Innocence of Lizette (1916)
- The Gentle Intruder (1917)
- Environment (1917)
- Annie-for-Spite (1917)
- Periwinkle (1917)
- Melissa of the Hills (1917)
- Over There (1917)
- Eve's Daughter (1918)
- The Struggle Everlasting (1918)
- The Uphill Path (1918)
- A Romance of the Underworld (1918)
- Out of the Night (1918)
- Marriage (1918)
- I Want to Forget (1918)
- Bill Apperson's Boy (1919)
- In Wrong (1919)

### Sceneggiatore
- Fanchon, the Cricket, regia di James Kirkwood - sceneggiatura (1915)
- Faith, regia di James Kirkwood - sceneggiatura (1916)
- Environment, regia di James Kirkwood - sceneggiatura (1917)
- I Want to Forget, regia di James Kirkwood - sceneggiatura (1918)
- In Wrong - storie e sceneggiatura (1919)

### Attore

#### 1909
- The Heart of an Outlaw, regia di David W. Griffith – cortometraggio (1909)
- Edgar Allan Poe, regia di David W. Griffith – cortometraggio (1909)
- At the Altar, regia di David W. Griffith – cortometraggio (1909)
- The Road to the Heart, regia di David W. Griffith – cortometraggio (1909)
- The Lonely Villa, regia di David W. Griffith – cortometraggio (1909)
- The Faded Lilies, regia di David W. Griffith – cortometraggio (1909)
- Was Justice Served?, regia di David W. Griffith – cortometraggio (1909)
- The Mexican Sweethearts, regia di David W. Griffith – cortometraggio (1909)
- The Way of Man, regia di David W. Griffith – cortometraggio (1909)
- The Necklace, regia di D. W. Griffith – cortometraggio (1909)
- The Message, regia di David W. Griffith – cortometraggio (1909)
- The Cardinal's Conspiracy, regia di David W. Griffith – cortometraggio (1909)
- Tender Hearts, regia di David W. Griffith – cortometraggio (1909)
- The Renunciation, regia di David W. Griffith – cortometraggio (1909)
- Jealousy and the Man, regia di David W. Griffith – cortometraggio (1909)
- Sweet and Twenty, regia di D. W. Griffith – cortometraggio (1909)
- A Convict's Sacrifice, regia di David W. Griffith – cortometraggio (1909)
- The Slave, regia di David W. Griffith – cortometraggio (1909)
- A Strange Meeting, regia di David W. Griffith – cortometraggio (1909)
- The Mended Lute, regia di David W. Griffith – cortometraggio (1909)
- They Would Elope, regia di David W. Griffith – cortometraggio (1909)
- The Better Way, regia di David W. Griffith – cortometraggio (1909)
- His Wife's Visitor, regia di David W. Griffith – cortometraggio (1909)
- The Indian Runner's Romance, regia di David W. Griffith – cortometraggio (1909)
- Oh, Uncle!, regia di David W. Griffith – cortometraggio (1909)
- The Seventh Day, regia di David W. Griffith – cortometraggio (1909)
- The Little Darling, regia di David W. Griffith – cortometraggio (1909)
- The Hessian Renegades, regia di David W. Griffith – cortometraggio (1909)
- Comata, the Sioux, regia di David W. Griffith – cortometraggio (1909)
- Getting Even, regia di David W. Griffith – cortometraggio (1909)
- The Broken Locket, regia di David W. Griffith – cortometraggio (1909)
- In Old Kentucky, regia di David W. Griffith – cortometraggio (1909)
- A Fair Exchange, regia di David W. Griffith – cortometraggio (1909)
- Leather Stocking, regia di David W. Griffith – cortometraggio (1909)
- Pippa Passes; or, The Song of Conscience, regia di David W. Griffith – cortometraggio (1909)
- Fools of Fate, regia di David W. Griffith – cortometraggio (1909)
- The Little Teacher, regia di David W. Griffith – cortometraggio (1909)
- His Lost Love, regia di David W. Griffith – cortometraggio (1909)
- The Expiation, regia di David W. Griffith – cortometraggio (1909)
- Lines of White on a Sullen Sea, regia di David W. Griffith – cortometraggio (1909)
- The Gibson Goddess, regia di David W. Griffith – cortometraggio (1909)
- Nursing a Viper, regia di David W. Griffith – cortometraggio (1909)
- The Light That Came, regia di David W. Griffith – cortometraggio (1909)
- The Restoration, regia di David W. Griffith – cortometraggio (1909)
- Two Women and a Man, regia di David W. Griffith – cortometraggio (1909)
- The Mountaineer's Honor, regia di David W. Griffith – cortometraggio (1909)
- In the Window Recess regia di David W. Griffith – cortometraggio (1909)
- The Death Disc: A Story of the Cromwellian Period, regia di David W. Griffith – cortometraggio (1909)
- Through the Breakers, regia di David W. Griffith – cortometraggio (1909)
- The Red Man's View (1909)
- A Corner in Wheat (1909)
- In Little Italy (1909)
- To Save Her Soul (1909)
- The Day After, regia di David W. Griffith – cortometraggio (1909)

#### 1910
- The Rocky Road (1910)
- The Call, regia di David W. Griffith (1910)
- The Honor of His Family (1910)
- The Last Deal (1910)
- The Woman from Mellon's (1910)
- The Duke's Plan (1910)
- One Night, and Then (1910)
- His Last Burglary (1910)
- The Final Settlement (1910)
- A Victim of Jealousy (1910)
- The Face at the Window (1910)
- Never Again, regia di David W. Griffith e Frank Powell (1910)
- The Call to Arms, regia di D.W. Griffith (1910)
- The Modern Prodigal, regia di D.W. Griffith (1910)
- The Gray of the Dawn, regia di Eugene Sanger – cortometraggio (1910)
- The Armorer's Daughter – cortometraggio (1910)
- Where Sea and Shore Doth Meet – cortometraggio (1910)
- Sunshine Sue (1910)
- Turning the Tables, regia di Frank Powell (1910)
- The Thin Dark Line (1910)
- Winning Back His Love (1910)

#### 1911
- The Hour of Fate – cortometraggio (1911)
- On Kentucky Soil – cortometraggio (1911)
- The Vows – cortometraggio (1911)
- For Remembrance – cortometraggio (1911)
- The Little Avenger – cortometraggio (1911)
- Three Men – cortometraggio (1911)  (non confermato)
- The Trump Card (1911)
- From the Valley of Shadows (1911)
- Till Death Do Us Part – cortometraggio (1911)
- In the Tepee's Light – cortometraggio (1911)
- Over the Shading Edge (1911)
- A Left Hook (1911)
- The Conflict – cortometraggio (1911)
- O'er Grim Fields Scarred (1911)
- In Flowers Paled (1911)
- The Price of Vanity (1911)
- The Golden Rule (1911)
- The Turning Point (1911)
- Love in the Hills, regia di D.W. Griffith (1911)
- The Courting of Mary, regia di James Kirkwood e da George Loane Tucker – cortometraggio (1911)
- Little Red Riding Hood, regia di James Kirkwood e George Loane Tucker – cortometraggio (1911)

#### 1912
- The Duel, regia di James Kirkwood – cortometraggio (1912)
- His Love of Children (1912)
- Prince Charming, regia di James Kirkwood e George Loane Tucker (1912)
- A Country Girl (1912)
- The Bridal Room (1912)
- The Old Sweetheart (1912)
- Il cappello di Parigi (The New York Hat) (1912)

#### 1913
- The Prima Donna (1913)
- Two Lives (1913)
- The Coward's Charm (1913)
- The Left-Handed Man (1913)
- Loneliness and Love (1913)
- The Unseen Influence (1913)
- The Unknown, regia di James Kirkwood (1913)
- A Fair Exchange (1913)
- Good for Evil, regia di James Kirkwood (1913)
- The Plaything, regia di James Kirkwood – cortometraggio (1913)
- The Kidnapped Train (1913)
- Sincerity (1913)
- His Daughter, regia di James Kirkwood (1913)
- A Modern Witness (1913)
- A Nihilist Vengeance (1913)
- Marooned, regia di James Kirkwood (1913)
- In After Years, regia di James Kirkwood (1913)
- Nature's Vengeance (1913)
- The Ghost, regia di James Kirkwood (1913)
- His Vacation, regia di James Kirkwood (1913)
- A Bride from the Sea  – cortometraggio (1913)
- The House of Discord, regia di James Kirkwood (1913)

#### 1914
- Strongheart, regia di James Kirkwood (1914)
- Ashes of the Past (1914)
- Amore di madre o Home, Sweet Home, regia di D.W. Griffith (1914)
- The Mountain Rat (1914)
- The Soul of Honor (1914)
- The Eagle's Mate (1914)
- Behind the Scenes, regia di James Kirkwood (1914)

#### 1915
- Gambier's Advocate (1915)
- Little Pal (1915)
- The Heart of Jennifer (1915)

#### 1916
- La trovatella (The Foundling), regia di John B. O'Brien (1916)
- The Lost Bridegroom (1916)

#### 1920
- La fortuna dell'irlandese (The Luck of the Irish), regia di Allan Dwan (1920)
- The Scoffer (1920)
- In the Heart of a Fool (1920)
- The Forbidden Thing (1920)
- The Branding Iron, regia di Reginald Barker (1920)
- Love, regia di Wesley Ruggles (1920)

#### 1921
- Man-Woman-Marriage (1921)
- Bob Hampton of Placer, regia di Marshall Neilan (1921)
- A Wise Fool, regia di George Melford (1921)
- The Great Impersonation, regia di George Melford (1921)

#### 1922
- The Man from Home, regia di George Fitzmaurice (1922)
- Sotto due bandiere  (Under Two Flags), regia di Tod Browning (1922)
- Il demone scintillante (Pink Gods), regia di Penrhyn Stanlaws (1922)
- The Sin Flood, regia di Frank Lloyd (1922)
- Ebb Tide, regia di George Melford (1922)

#### 1923
- You Are Guilty (1923)
- Human Wreckage (1923)
- Penna d'aquila (The Eagle's Feather), regia di Edward Sloman (1923)
- Ponjola (1923)

#### 1924
- Discontented Husbands (1924)
- Love's Whirlpool (1924)
- Wandering Husbands, regia di William Beaudine (1924)
- Barriere infrante (Broken Barriers), regia di Reginald Barker (1924)
- Another Man's Wife, regia di Bruce Mitchell (1924)
- Circe la maga (Circe, the Enchantress), regia di Robert Z. Leonard (1924)
- The Painted Flapper (1924)
- Gerald Cranston's Lady (1924)
- Secrets of the Night, regia di Herbert Blaché (1924)

#### 1925
- The Top of the World, regia di George Melford (1925)
- Zingaresca (Sally of the Sawdust) (1925)
- The Police Patrol, regia di Burton L. King (1925)
- L'uragano (That Royle Girl) (1925)
- Lover's Island (1925)

#### 1926
- The Reckless Lady, regia di Howard Higgin (1926)
- The Wise Guy, regia di Frank Lloyd (1926)
- Butterflies in the Rain, regia di Edward Sloman (1926)

#### 1927
- Million Dollar Mystery (1927)

#### 1928
- Someone to Love, regia di F. Richard Jones (1928)

#### 1929
- Black Waters (1929)
- The Time, the Place and the Girl (1929)
- Cuori in esilio (Hearts in Exile) (1929)

#### 1930
- The Devil's Holiday (1930)
- Worldly Goods, regia di Phil Rosen (1930)
- The Spoilers, regia di Edwin Carewe (1930)

#### 1931
- Young Sinners (1931)
- A Holy Terror (1931)
- Transatlantico (Transatlantic), regia di William K. Howard (1931)
- Over the Hill, regia di Henry King (1931)

#### 1932
- Aquila solitaria (The Rainbow Trail),[2] regia di David Howard (1932)
- Charlie Chan's Chance, regia di John G. Blystone (1932)
- Cheaters at Play, regia di Hamilton MacFadden (1932)
- She Wanted a Millionaire, regia di John G. Blystone (1932)
- Lena Rivers, regia di Phil Rosen (1932)
- Careless Lady (1932)
- Tom Mix alla riscossa (My Pal, the King) (1932)

#### 1933
- Playthings of Desire (1933)

#### 1934
- Hired Wife (1934)

#### 1940
- Goodbye, Mr. Germ (1940)

#### 1941
- La ribelle del West (The Lady from Cheyenne) (1941)
- No Hands on the Clock (1941)

#### 1942
- Tennessee Johnson (1942)

#### 1943
- Se non ci fossimo noi donne (Government Girl) (1943)
- Madame Curie, regia di Mervyn LeRoy (1943)

#### 1945
- Nel mare dei Caraibi (The Spanish Main) (1945)

#### 1946
- Tutta la città ne sparla (Rendezvous with Annie) (1946)
- Non ti appartengo più (I've Always Loved You), regia di Frank Borzage (1946)
- That Brennan Girl (1946)

#### 1947
- Questo è il mio uomo (That's My Man) (1947)
- Fiore selvaggio (Driftwood), regia di Allan Dwan (1947)

#### 1948
- The Inside Story (1948)
- Ciclone (The Untamed Breed) (1948)
- Giovanna d'Arco (Joan of Arc) (1948)

#### 1949
- Red Stallion in the Rockies, regia di Ralph Murphy (1949)
- Solo contro il mondo (The Doolins of Oklahoma) (1949)
- Nella polvere del profondo Sud (Intruder in the Dust) (1949)
- La morte al di là del fiume o Rosanna, l'odio e l'amore (Roseanna McCoy) (1949)

#### 1950
- L'uomo del Nevada (The Nevadan) (1950)
- Le avventure di Capitan Blood (Fortunes of Captain Blood), regia di Gordon Douglas (1950
- Il passo degli apaches (Stage to Tucson) (1950)

#### 1951
- Il mio bacio ti perderà (Belle Le Grand), regia di Allan Dwan (1951)
- Rotaie insanguinate (Santa Fe) (1951)
- Ai confini del delitto (Two of a Kind) (1951)
- Il cavaliere del deserto (Man in the Saddle) (1951)

#### 1952
- Canzone del Mississippi ( "I Dream of Jeanie" ) (1952)

#### 1953
- Winning of the West (1953)
- La donna che volevano linciare (Woman They Almost Lynched), regia di Allan Dwan (1953)
- Il sole splende alto ("The Sun Shines Bright" ) (1953)
- L'ultima resistenza (The Last Posse) (1953)
- Sweethearts on Parade (1953)

#### 1954
- Adventures of the Texas Kid: Border Ambush (1954)
- Il cavaliere implacabile (Passion) (1954)